# Каштак (Челябінська область)
Каштак (рос. Каштак) — присілок у Увельському районі Челябінської області Російської Федерації.
Входить до складу муніципального утворення Петровське сільське поселення. Населення становить 0 осіб (2010).

## Історія
Від 1924 року належить до Увельського району Челябінської області.
Згідно із законом від 17 вересня 2004 року органом місцевого самоврядування є Петровське сільське поселення.

## Населення
| 2002 | 2010 |
| ---- | ---- |
| 12   | ↘0   |